# Йодко
Йодко — литовский дворянский род герба «Лис».
Происходит от лидского боярина Мартына Йодко, пожалованного поместьями в 1546. Его потомство (некоторые ветви пишутся Наркевич-Йодко) внесено в VI и I части родословной книги Виленской, Витебской, Гродненской и Подольской губерний.
Более подробная информация размещена в статье под заголовком Йодковские.